# Crepis vesicaria
La radichiella vescicosa (nome scientifico  Crepis vesicaria  L., 1753 ) è una pianta angiosperma dicotiledone della famiglia delle Asteraceae.

## Etimologia
L'etimologia del nome generico (Crepis) non è molto chiara. In latino Crèpìs significa pantofola, sandalo e i frutti, di alcune specie di questo genere, sono strozzati nella parte mediana ricordando così (molto vagamente) questo tipo di calzare. Inoltre lo stesso vocabolo nell'antica Grecia indicava il legno di Sandalo.. L'epiteto specifico (vesicaria ) significa "con vesciche".
Il nome scientifico della specie è stato definito per la prima volta dal botanico Carl Linnaeus (1707-1778) nella pubblicazione " Species Plantarum" ( Sp. Pl. 2: 805 ) del 1753.

## Descrizione

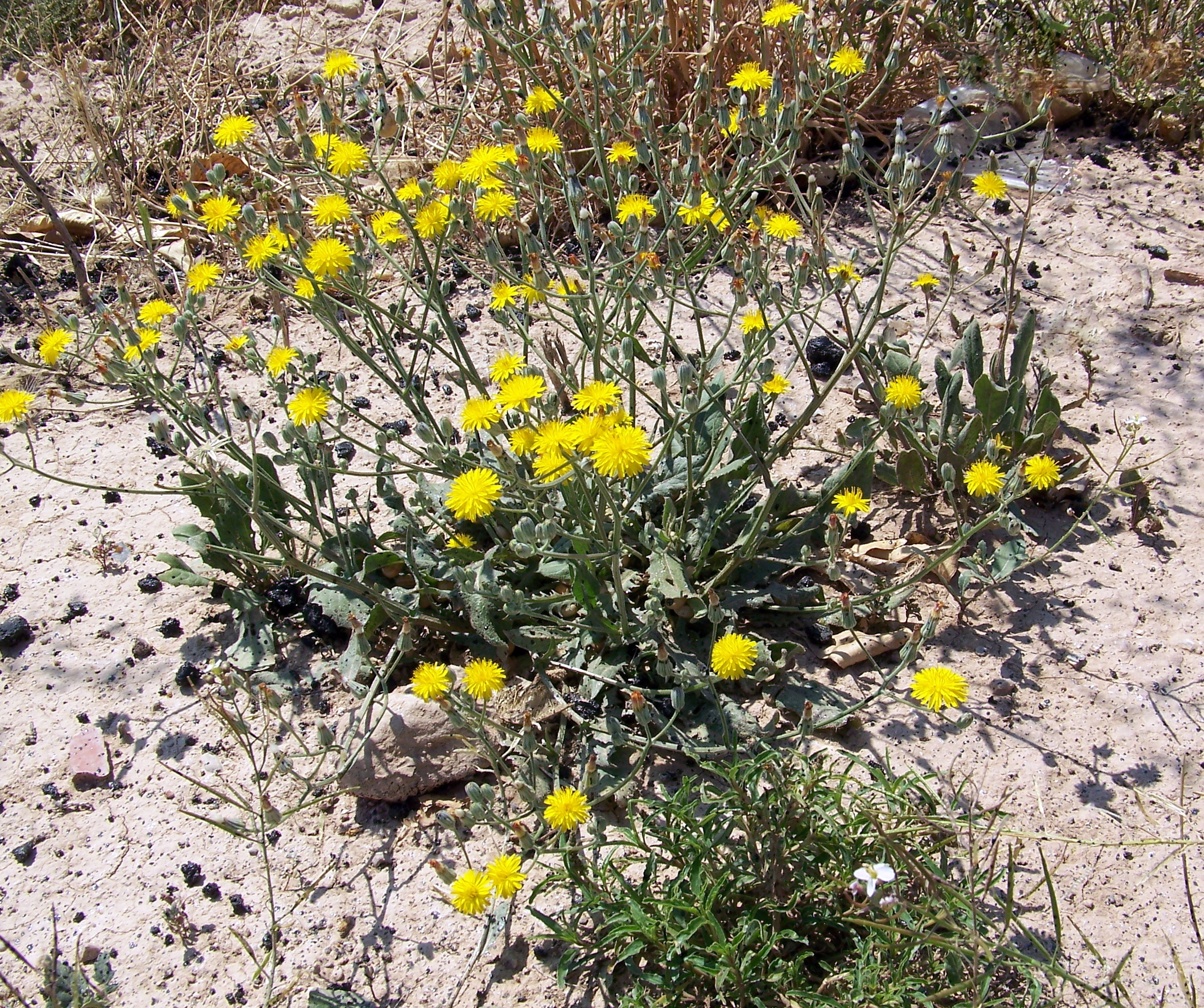
Il portamento

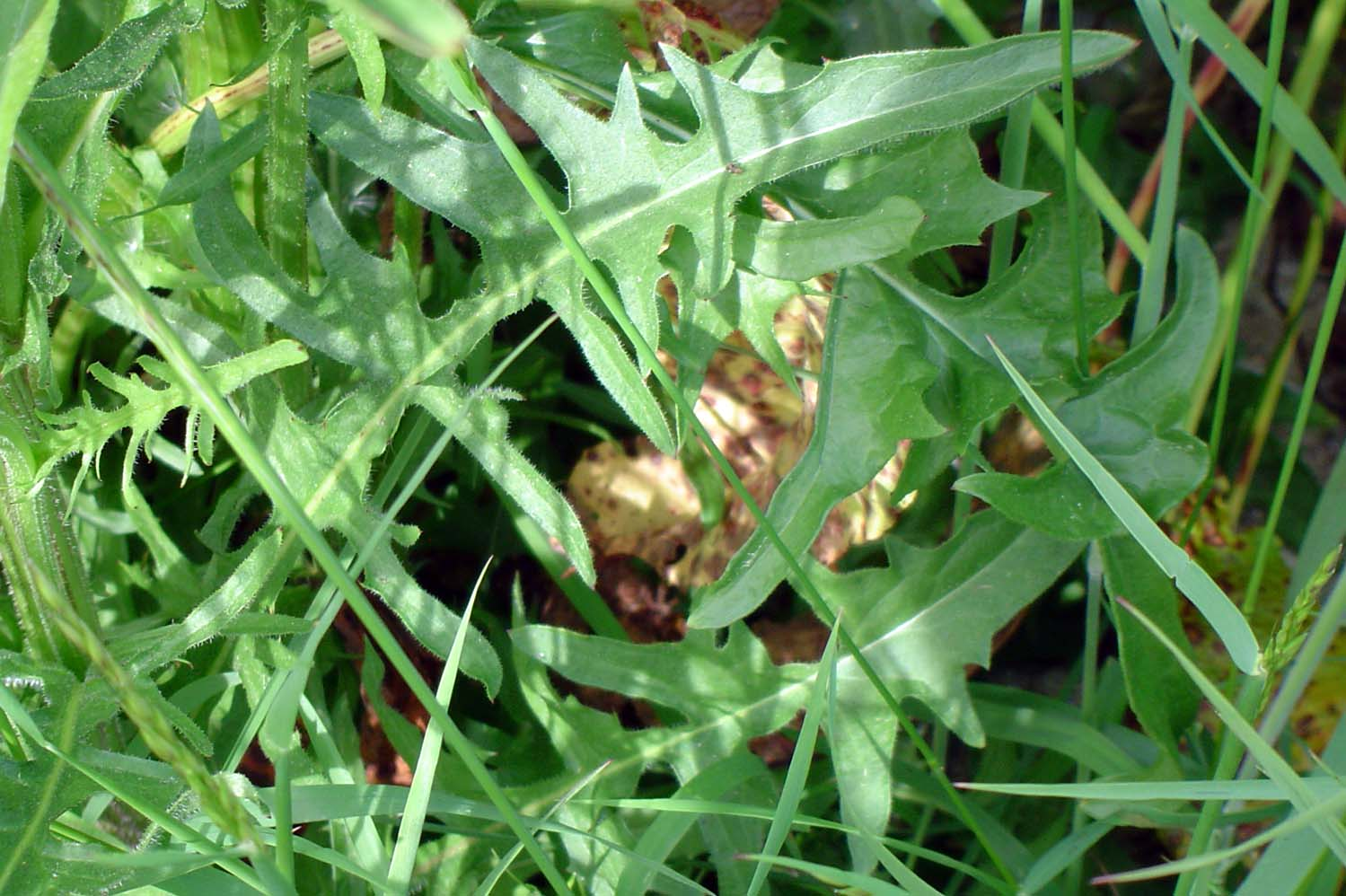
Le foglie

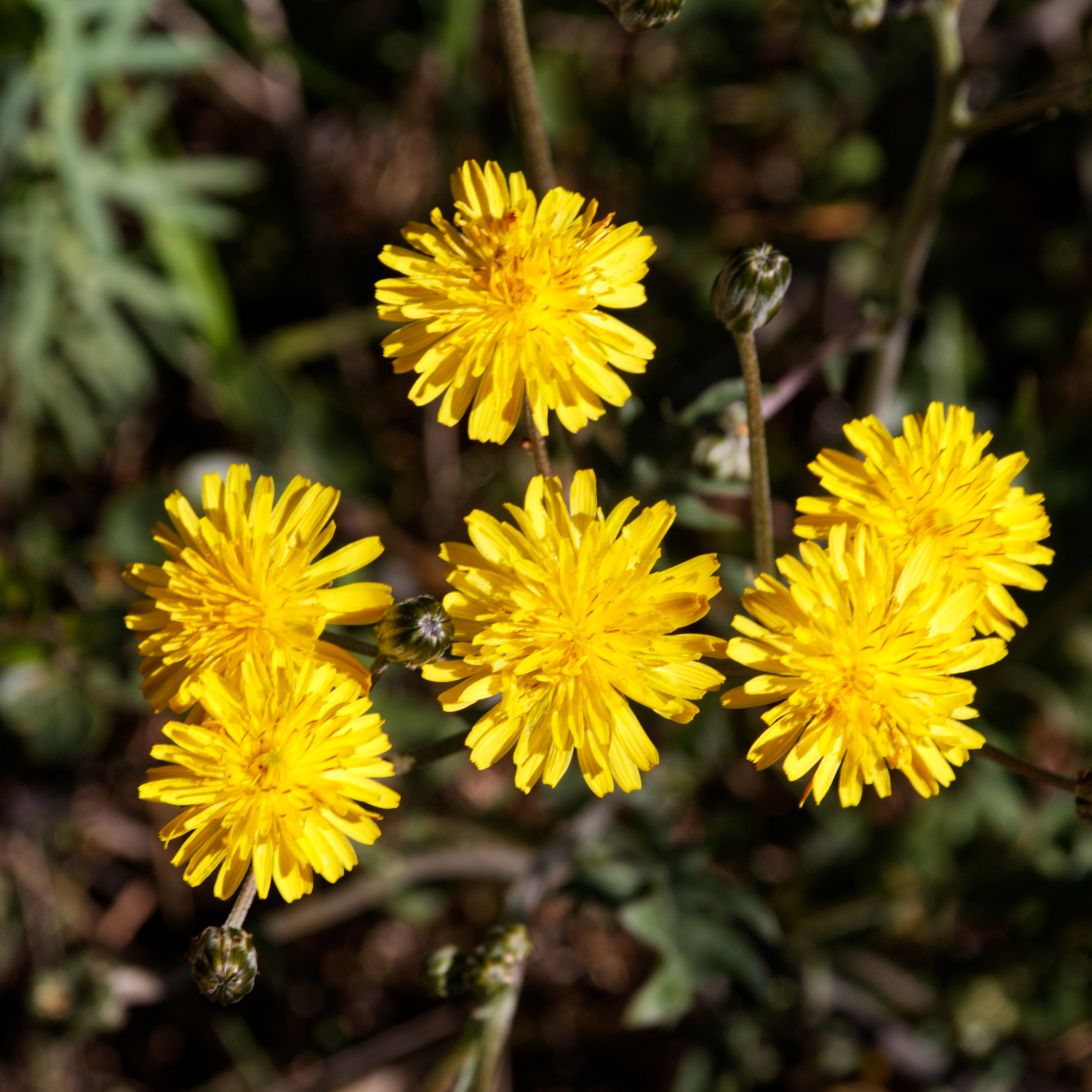
Infiorescenza

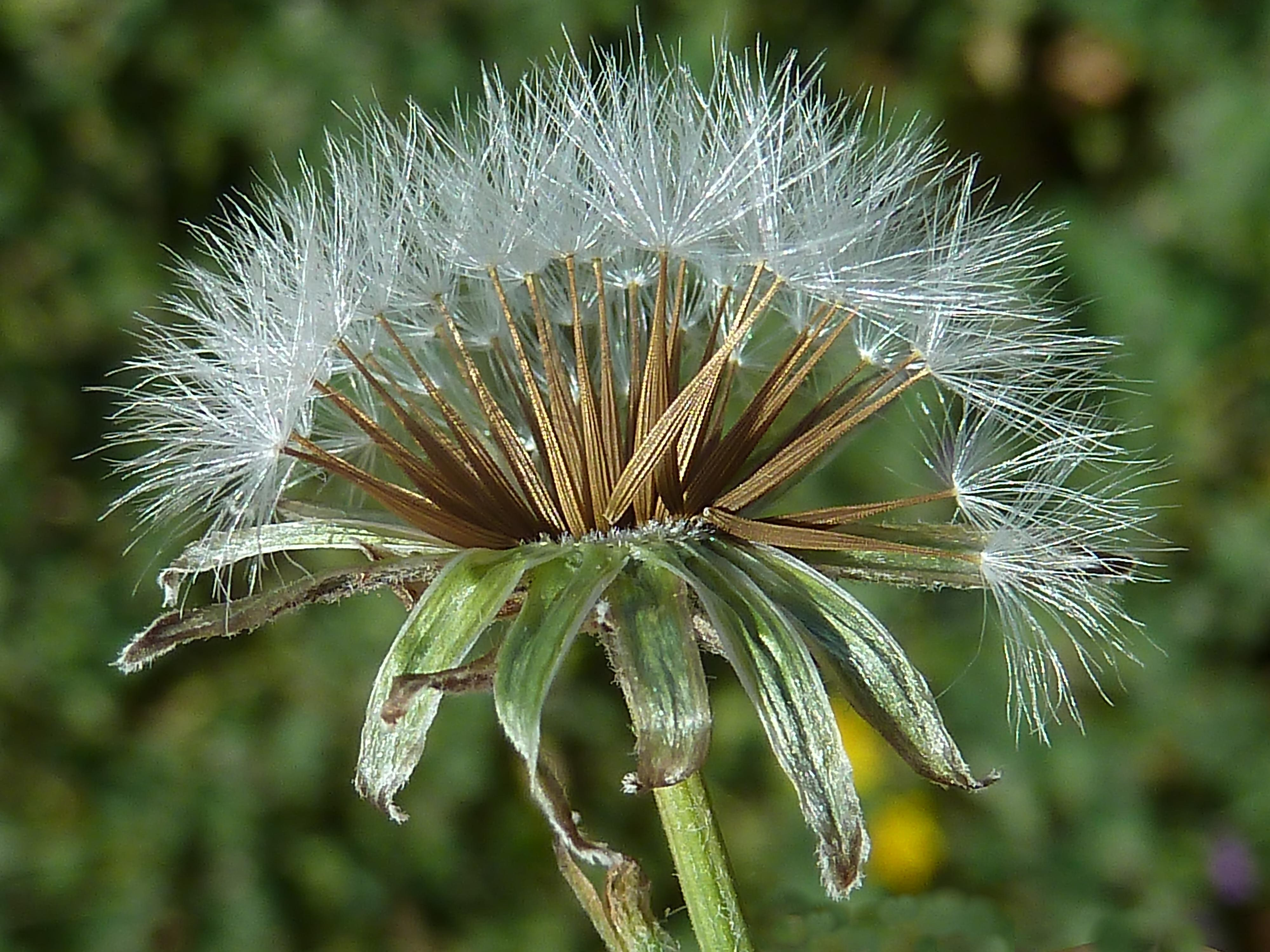
I frutti

Habitus. La pianta di questa specie è una erbacea annuale o bienne (raramente perenne). La forma biologica è terofita scaposa (T scap), ossia in generale sono piante erbacee che differiscono dalle altre forme biologiche poiché, essendo annuali, superano la stagione avversa sotto forma di seme e sono munite di asse fiorale eretto e spesso privo di foglie. Altre forme biologiche sono: emicriptofita bienne (H bienn) o raramente emicriptofita scaposa (H scap). Gli steli contengono abbondante latice amaro.
Fusto. I fusti di queste piante, lignificati alla base, sono generalmente eretti, più o meno ramosi; la pubescenza (se presente) è formata da peli ispidi. Se è presente una parte sotterranea, questa può essere fibrosa o legnosa. Le radici possono essere del tipo a fittone o secondarie da rizoma, spesso sono piuttosto grosse e profonde. L'altezza media delle piante varia da 1 a 8 dm.
Foglie. Le foglie si dividono in basali e cauline.
- Foglie basali: le foglie radicali sono sempre presenti e formano una rosetta basale; generalmente sono picciolate e sono pennatosette e con lobi e segmento apicale a forma ovata-astata. Dimensione delle foglie: larghezza 1 – 3 cm; lunghezza 8 – 15 cm.
- Foglie cauline: le foglie cauline, se sono presenti, sono progressivamente più piccole, a lamina intera e amplessicauli. Le foglie lungo il caule sono disposte in modo alterno.

Infiorescenza. L'infiorescenza è formata da numerosi capolini eretti. Ogni capolino è formato da un peduncolo che sorregge un involucro cilindrico formato da 2 serie di brattee o squame disposte in modo embricato e scalato, che fanno da protezione al ricettacolo sul quale s'inseriscono i fiori ligulati. La forma delle brattee, disuguali fra le due serie (quelle interne sono più lunghe), può essere da lanceolata a lineare con margini continui oppure no; la superficie può essere glabra, tomentosa o setosa. Il ricettacolo è piano e ciliato. Diametro dei capolini: 2 cm. Dimensioni dell'involucro: larghezza 4 – 8 mm; lunghezza 8 – 14 mm.
Fiori. I fiori tutti ligulati, sono tetra-ciclici (ossia sono presenti 4 verticilli: calice – corolla – androceo – gineceo) e pentameri (ogni verticillo ha in genere 5 elementi). I fiori sono ermafroditi, fertili e zigomorfi.
- Formula fiorale:

*/x K {\displaystyle \infty }, [C (5), A (5)], G 2 (infero), achenio
- Calice: i sepali del calice sono ridotti ad una coroncina di squame.
- Corolla: le corolle sono formate da una ligula terminante con 5 denti (è la parte finale dei cinque petali saldati fra di loro). Il colore dei fiori è in prevalenza giallo (sul lato esterno sono rosa, purpurei o biancastri). La superficie può essere sia pubescente che glabra.
- Androceo: gli stami sono 5 con filamenti liberi e distinti, mentre le antere sono saldate in un manicotto (o tubo) circondante lo stilo.[14] Le antere alla base sono prive di codette. Il polline è tricolporato.[15]
- Gineceo: lo stilo è filiforme. Gli stigmi dello stilo sono due divergenti e ricurvi con la superficie stigmatica posizionata internamente (vicino alla base).[16] L'ovario è infero uniloculare formato da 2 carpelli.

Frutti. I frutti sono degli acheni con pappo. Il frutto consiste in un achenio chiaro o oscuro, cilindrico o fusiforme (non compresso), con varie coste (da 10 a 12), con la superficie trasversalmente tubercolata e sormontato da un corto becco (può essere assente). Il pappo è soffice (ma tenace) formato da peli semplici (non ramificati) di colore generalmente bianco (o bianco sporco quasi giallastro) disposti su più serie. In uno stesso capolino i frutti possono essere monomorfici (tutti uguali) oppure dimorfi (generalmente quelli interni differiscono da quelli più esterni o periferici).

## Biologia
- Impollinazione: l'impollinazione avviene tramite insetti (impollinazione entomogama tramite farfalle diurne e notturne).
- Riproduzione: la fecondazione avviene fondamentalmente tramite l'impollinazione dei fiori (vedi sopra).
- Dispersione: i semi (gli acheni) cadendo a terra sono successivamente dispersi soprattutto da insetti tipo formiche (disseminazione mirmecoria). In questo tipo di piante avviene anche un altro tipo di dispersione: zoocoria. Infatti gli uncini delle brattee dell'involucro si agganciano ai peli degli animali di passaggio disperdendo così anche su lunghe distanze i semi della pianta.

## Tassonomia
La famiglia di appartenenza di questa voce (Asteraceae o Compositae, nomen conservandum) probabilmente originaria del Sud America, è la più numerosa del mondo vegetale, comprende oltre 23.000 specie distribuite su 1.535 generi, oppure 22.750 specie e 1.530 generi secondo altre fonti (una delle checklist più aggiornata elenca fino a 1.679 generi). La famiglia attualmente (2021) è divisa in 16 sottofamiglie.

### Filogenesi
Il genere di questa voce appartiene alla sottotribù Crepidinae della tribù Cichorieae (unica tribù della sottofamiglia Cichorioideae). In base ai dati filogenetici la sottofamiglia Cichorioideae è il terz'ultimo gruppo che si è separato dal nucleo delle Asteraceae (gli ultimi due sono Corymbioideae e Asteroideae). La sottotribù Crepidinae fa parte del "quarto" clade della tribù; in questo clade è in posizione "centrale" vicina alle sottotribù Chondrillinae e Hypochaeridinae.
La sottotribù è divisa in due gruppi principali uno a predominanza asiatica e l'altro di origine mediterranea/euroasiatica. Da un punto di vista filogenetico, all'interno della sottotribù, sono stati individuati 5 subcladi. Il genere di questa voce appartiene al subclade denominato "Crepis-Lapsana-Rhagadiolus clade", composto dai generi Crepis L., 1753, Lapsana L., 1753 e Rhagadiolus Juss., 1789. Dalle analisi Crepis risulta parafiletico (per cui la sua circoscrizione è provvisoria).
Nella "Flora d'Italia" le specie italiane di Crepis sono suddivise in 4 gruppi e 12 sezioni in base alla morfologia degli acheni, dell'involucro e altri caratteri (questa suddivisione fatta per scopi pratici non ha valore tassonomico). La specie di questa voce appartiene al Gruppo 1  (gruppo con acheni dimorfi) e alla Sezione D " (il colore dei fiori è giallo; il ricettacolo è ciliato per peli molli).
I caratteri distintivi per la specie di questa voce sono:
- il ricettacolo è ciliato (è nudo e alveolato nella subsp. bivoniana);
- il colore dei fiori è giallo mentre sul lato esterno sono rosa, purpurei o biancastri (nella subsp. bivoniana i fiori sono completamente rosei, rossi o purpurei);
- gli acheni sono dimorfi (nella subsp. vesicaria gli interni sono lunghi 6 - 7 mm) oppure uniformi (subsp. hyemalis);
- le foglie all'apice dei denti possono essere brevemente mucronate;
- le brattee involucrali sono pubescenti per peli giallastri.

### Sottospecie
Per questa specie sono indicate le seguenti sottospecie:

#### Sottospecievesicaria

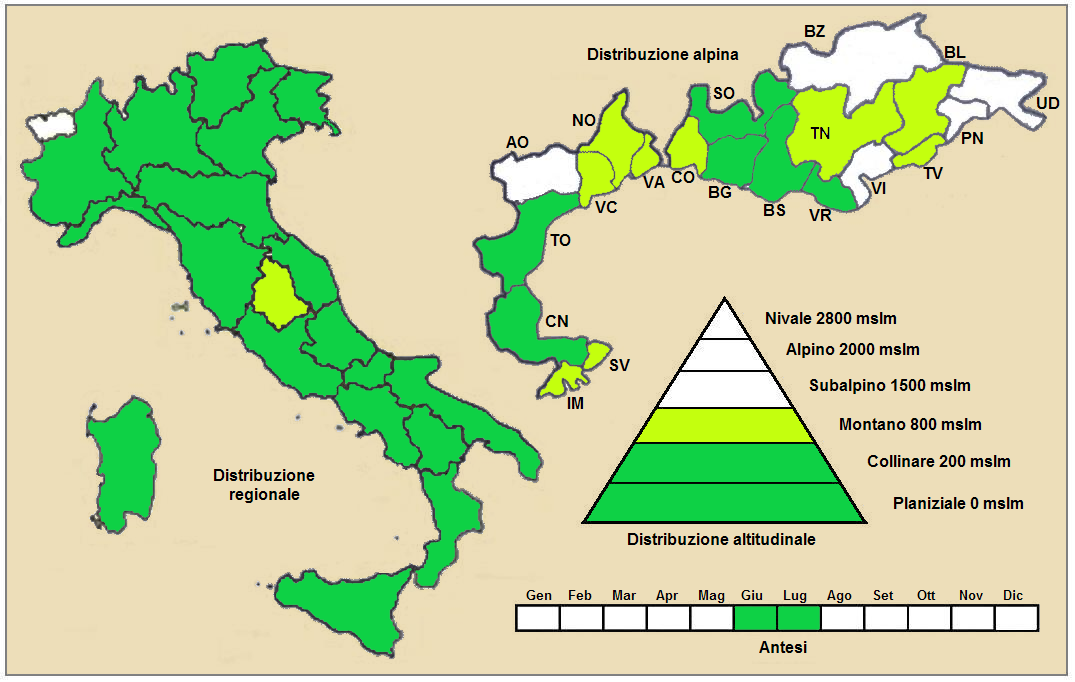
Distribuzione della subsp. vesicaria (Distribuzione regionale – Distribuzione alpina)

- Nome scientifico: Crepis vesicaria subsp. vesicaria.
- Descrizione: (è la stirpe principale) queste piante presentano uno sviluppo estivo; il fusto è lungo, glabro o con pubescenza ragnatelosa, è inoltre molto ramoso-corimboso; la superficie delle foglie varia da glabre a ispide; i capolini variano da ovoidi a subsferici; le brattee involucrali esterne hanno delle forme ovate e bordi ialini; gli acheni sono dimorfi (dimensione: 6 – 7 mm): gli esterni chiari, gli interni colorati di bruno; il becco è lungo come il corpo. Dimensione dell'infiorescenza: 15 – 20 mm.
- Fioritura: da (maggio) giugno a luglio.
- Geoelemento: il tipo corologico (area di origine) è Submediterraneo - Subatlantico.
- Distribuzione: in Italia questa sottospecie è comune e si trova su tutto il territorio. Fuori dall'Italia, sempre nelle Alpi, questa specie si trova in Francia e Slovenia.[23] Nel resto dell'Europa e dell'areale del Mediterraneo si trova in Europa mediterranea, Anatolia e Magreb.[2]
- Habitat: l'habitat preferito per queste piante sono gli incolti, le vigne e lungo le vie. Il substrato preferito è calcareo ma anche siliceo con pH neutro, alti valori nutrizionali del terreno che deve essere arido.[23]
- Distribuzione altitudinale: sui rilievi, in Italia, queste piante si possono trovare fino a 1.200 m s.l.m.; nelle Alpi frequentano quindi i seguenti piani vegetazionali: collinare e in parte quello montano (oltre a quello planiziale).
- Fitosociologia.
  - Dal punto di vista fitosociologico alpino Crepis vesicaria appartiene alla seguente comunità vegetale:[23]

Formazione: delle comunità terofiche pioniere nitrofile
Classe: Stellarietea mediae
Ordine: Sisymbrietalia
- Per l'areale completo italiano Crepis vesicaria appartiene alla seguente comunità vegetale:

Macrotipologia: vegetazione erbacea sinantropica, ruderale e megaforbieti
Classe: Artemisietea vulgaris Lohmeyer, Preising & Tüxen ex Von Rochow, 1951
Ordine: Agropyretalia intermedii-repentis Oberdorfer, Müller & Görs in Müller & Görs, 1969
Alleanza: Salvio-dactylion Ubaldi, Speranza & Tonioli in Ubaldi, 2003
Descrizione: l'alleanza Salvio-dactylion è relativa alle praterie emicriptofitiche mesofile con un macroclima temperato dell'Appennino settentrionale. In genere l'alleanza vegeta su prati da sfalcio a rinnovo incentrati su aree submontane e basso-montane. La specie dominante è Dactylis glomerata ma è anche abbastanza comune Arrhenatherum elatius. I prati di questa alleanza se abbandonati inaridiscono (per esaurimento di sostanze organiche e per una continua perdita della struttura iniziale del suolo dovuta alla lavorazione) e progressivamente avviene la sostituzione di questa cenosi con raggruppamenti formati da Brachypodium pinnatum e arbusti di Rosa canina, Crataegus monogyna e Juniperus communis con possibile evoluzione verso il querceto misto caducifoglio.
Specie presenti nell'associazione: Arrhenatherum elatius, Geranium dissectum, Tragopogon porrifolius, Lychnis flos-cuculi, Linum bienne, Bunium bulbocastanum, Campanula rapunculus, Crepis versicaria, Dactylis glomerata, Equisetum telmateja, Lychnis flos-cuculi, Potenitlla recta, Salvia haematodes, Tragopogon porrifolius e Viola tricolor.
- Numero cromosomico: 2n = 8 e 16.

#### Sottospeciehyemalis
- Nome scientifico: Crepis vesicaria subsp. hyemalis (Biv.) Babc., 1941.
- Descrizione: è una pianta perenne alta da 8 a 20 cm; il portamento è rosulato; i fusti sono brevi, setolosi o quasi glabri, legnosi alla base e monocefali; le foglie superiori sono quasi assenti; le brattee con forme lanceolato-lineari e uno stretto margine ialino, sono ricoperte da densi peli ragnatelosi; gli acheni sono tutti uniformi: bruni con un becco ben visibile.
- Fioritura: da novembre a aprile (la fioritura è precoce).
- Geoelemento: il tipo corologico (area di origine) è Endemico.
- Distribuzione: in Italia questa sottospecie si trova in Sicilia.
- Numero cromosomico: 2n = 8.

#### Sottospecietaraxacifolia

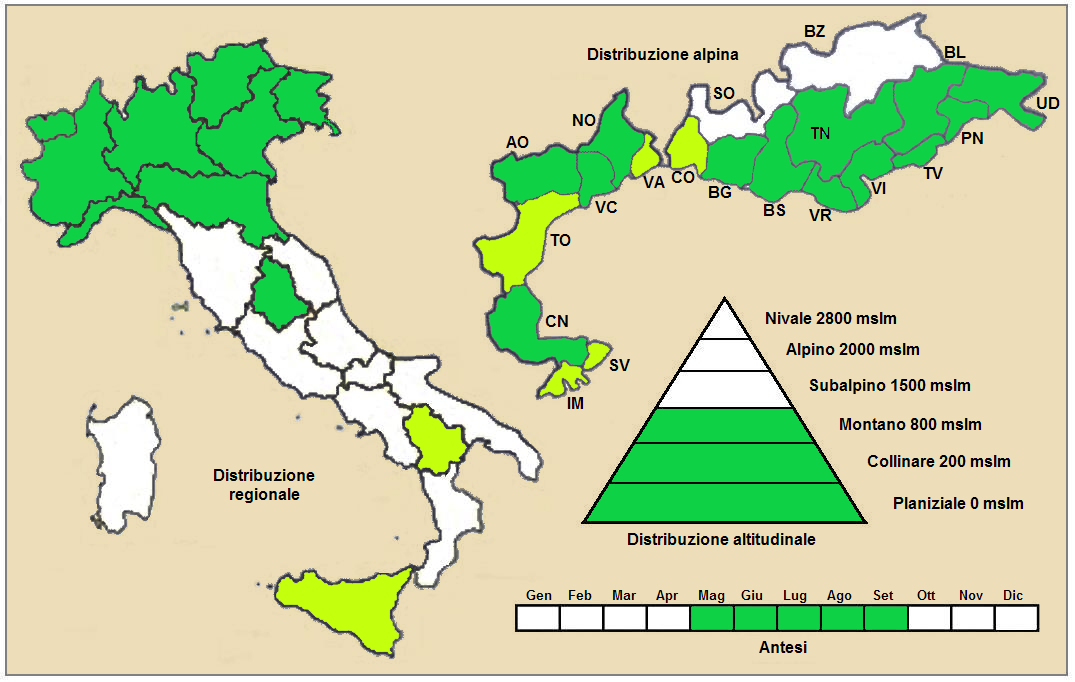
Distribuzione della subsp. taraxacifolia (Distribuzione regionale – Distribuzione alpina)

- Nome scientifico: Crepis vesicaria subsp. taraxacifolia (Thuill.) Thell., 1909.
- Descrizione: il ciclo biologico della pianta è annuo o bienne; il fusto è alto 2 - 6 dm molto ramoso-corimboso, a sezione angolosa e con setole patenti (può essere arrossato); tutte le foglie sono ispide, quelle cauline sono presenti e sono lineari; gli involucri sono cilindrici e molto lunghi; le brattee con forme lanceolato-lineari e uno stretto margine ialino; i fiori sono aranciati sul lato inferiore; gli acheni sono tutti uniformi: bruni con un becco ben visibile. Dimensione dell'infiorescenza: 20 – 25 mm.
- Fioritura: da (febbraio) maggio a settembre (novembre).
- Geoelemento: il tipo corologico (area di origine) è Submediterraneo - Subatlantico.
- Distribuzione: in Italia questa sottospecie si trova al Nord e al Centro. Fuori dall'Italia, sempre nelle Alpi, questa specie si trova in Francia, Svizzera e Austria. Sugli altri rilievi collegati alle Alpi è presente nella Foresta Nera, Massiccio del Giura, Massiccio Centrale e Pirenei.[23] Nel resto dell'Europa e dell'areale del Mediterraneo si trova in Europa occidentale e Magreb.[2]
- Habitat: l'habitat preferito per queste piante sono gli incolti, le colture e i prati e pascoli mesofili. Il substrato preferito è calcareo ma anche calcareo/siliceo con pH basico, alti valori nutrizionali del terreno che deve essere umido.[23]
- Distribuzione altitudinale: sui rilievi, in Italia, queste piante si possono trovare fino a circa 2.000 m s.l.m.; nelle Alpi frequentano quindi i seguenti piani vegetazionali: collinare, montano (oltre a quello planiziale).
- Fitosociologia.
  - Dal punto di vista fitosociologico alpino Crepis vesicaria appartiene alla seguente comunità vegetale:[23]

Formazione: delle comunità terofiche pioniere nitrofile
Classe: Stellarietea mediae
Ordine: Sisymbrietalia
- Per l'areale completo italiano Crepis vesicaria appartiene alla seguente comunità vegetale:

Macrotipologia: vegetazione delle praterie.
Classe: Molinio-arrhenatheretea
Ordine: Arrhenatheretalia elatioris
Alleanza: Arrhenatherion elatioris
Descrizione: l'alleanza Arrhenatherion elatioris fa riferimento a prati regolarmente falciati, almeno due volte l'anno (il loro abbandono conduce, spesso anche rapidamente, a fasi di incespugliamento), e concimati in modo non intensivo, su suoli relativamente profondi. Si tratta di comunità floristicamente ricche che sono distribuite dal fondovalle (alta pianura) ai 1000 (1500 m sui pendii soleggiati). L'alleanza Arrhenatherion elatioris è distribuita in Italia settentrionale, nell'Europa centrale atlantica e nelle aree alpine e caucasiche.
- Numero cromosomico: 2n = 8.

#### Sottospeciebivoniana
- Nome scientifico: Crepis vesicaria subsp. bivoniana (Soldano & F.Conti) Giardina & Raimondo, 2007 - Radichiella di Bivona.
- Descrizione: (è simile alla sottospecie vesicaria) la forma biologica è terofita scaposa (T scap), ma anche emicriptofita bienne (H bienn); i capolini sono raccolti in corimbi; i fiori sono completamente rosei, rossi o purpurei; il ricettacolo è nudo e alveolato.
- Fioritura: da aprile a luglio.
- Geoelemento: il tipo corologico (area di origine) è Endemico (Sicilia).
- Distribuzione: in Italia questa sottospecie si trova comunemente solo in Sicilia.[2]
- Habitat: l'habitat preferito per queste piante sono gli incolti e i bordi delle vie.
- Fitosociologia: la sottospecie appartiene alla seguente comunità vegetale:[28]

Macrotipologia: vegetazione delle praterie
Classe: Molinio-Arrhenatheretea Tüxen, 1937
Ordine: Cirsietalia vallis-Demonis Brullo & Grillo, 1978
Alleanza: Plantaginion cupanii Brullo & Grillo, 1978
Descrizione. L'alleanza Plantaginion cupanii è relativa ai pascoli e prati mesofili, pianeggianti e montani, ma anche ad ambienti sinantropizzati limitrofi; il substrato è siliceo con suoli più o meno profondi, argilloso-limosi derivati da rocce scistose con buona ritenuta idrica, non soggetti a sommersioni. L’alleanza è circoscritta alla Calabria e alla Sicilia; in particolare è caratterizzata dalla presenza di numerose specie endemiche della Sicilia.
- Numero cromosomico: 2n = 16.

Nota: questa sottospecie nella "Flora d'Italia" è indicata come Crepis bivoniana (Rchb.) Soldano et. F.Conti.

#### Altre sottospecie
Per questa specie sono indicate ulteriori sottospecie non presenti in Italia:
- Crepis vesicaria subsp. andryaloides (Lowe) Babc., 1939 - Distribuzione: Madeira (Macaronesia).
- Crepis vesicaria subsp. congenita Univ. Calif. Publ. Bot. 22: 860, 1947 - Distribuzione: Spagna.
- Crepis vesicaria subsp. myriocephala  (Batt.) Babc., 1941 - Distribuzione: Magreb
- Crepis vesicaria subsp. proleptica Univ. Calif. Publ. Bot. 22: 860, 1947 - Distribuzione: Marocco
- Crepis vesicaria subsp. stellata  (Ball) Babc., 1941 - Distribuzione: Magreb

### Specie simili
Altre specie appartenenti allo stesso gruppo/sezione:
- Crepis aspromontana  Brullo et al. - Radichiella dell'Aspromonte: le brattee involucrali sono pubescenti per peli nerastri; gli acheni interni sono lunghi da 2 a 8 mm e non sono alati.
- Crepis setosa Haller fi. - Radichiella cotonosa: le brattee involucrali sono pubescenti per peli giallastri; gli acheni interni sono lunghi da 3 a 5 mm e non sono alati.
- Crepis vesicaria L. - Radichiella vescicosa: le brattee involucrali sono pubescenti per peli giallastri; gli acheni interni sono lunghi da 6 a 8 mm e tutti non sono alati.
- Crepis foetida L. - Radichiella selvatica: gli acheni interni sono lunghi 10 - 20 mm con un becco allungato e tutti non sono alati.
- Crepis insularis Moris et De Not. - Radichiella di Capraia: simile a C. foetida, ma le dimensioni sono più ridotte; i fusti sono decisamente semplici e monocefali.

### Sinonimi
Sono elencati alcuni sinonimi per questa entità:
Sottospecie andryaloides
- Barkhausia comata Lowe
- Barkhausia dubia  Lowe
- Barkhausia hieracioides  Lowe
- Crepis andryaloides  Lowe
- Crepis comata  Banks & Sol. ex Lowe
- Crepis dubia  F.Schultz

Sottospecie bivoniana
- Barkhausia bivonana  Rchb.
- Barkhausia purpurea  Biv.
- Crepis bivonana  Soldano & F.Conti
- Crepis purpurea  (Biv.) Steud.

Sottospecie hyemalis
- Barkhausia hiemalis  Spreng.
- Barkhausia hyemalis  Biv.
- Crepis hyemalis  (Biv.) M.Talavera
- Crepis taraxacifolia var. hyemalis  (Biv.) Ces., Pass. & Gibelli

Sottospecie myriocephala
- Barkhausia floribunda  Pomel
- Crepis floribunda  Pomel

Sottospecie stellata
- Barkhausia hirsuta  Pomel
- Crepis hirsuta  Pomel
- Crepis stellata  (Ball) M.Talavera
- Crepis taraxacifolia subsp. stellata  Ball

Sottospecie taraxacifolia
- Barkhausia decumbens  Gren. & Godr.
- Barkhausia hackelii  Colmeiro
- Barkhausia haensleri  Boiss. ex DC.
- Barkhausia heterocarpa  Boiss.
- Barkhausia intybacea  (Brot.) DC.
- Barkhausia laciniata  Lowe
- Barkhausia nicaeensis  Link ex Spreng.
- Barkhausia numidica  Pomel
- Barkhausia praecox  Rchb.
- Barkhausia raphanifolia  Chev. ex Steud.
- Barkhausia recognita  (Hall.f.) DC.
- Barkhausia reflexa  C.Presl
- Barkhausia scariosa  Rchb.
- Barkhausia taraxacifolia  Spreng.
- Barkhausia taraxacifolia  (Thuill.) DC.
- Crepis biennis  Lapeyr.
- Crepis cinerea  Desf.
- Crepis decumbens  Loscos & J.Pardo
- Crepis hackelii  Lange
- Crepis haenseleri  F.Schultz
- Crepis heterocarpa  Nyman
- Crepis intybacea  Brot.
- Crepis laciniata  F.Schultz
- Crepis muricata  Viv. ex Coss.
- Crepis numidica  Pomel
- Crepis polymorpha  Pourr.
- Crepis praecox  Balb.
- Crepis recognita  Haller f.
- Crepis rubialis  Juss. ex DC.
- Crepis rubicaulis  Pers.
- Crepis ruderalis  Boucher
- Crepis rutilans  Lacaita
- Crepis scabra  Willd.
- Crepis scariosa  Willd.
- Crepis taraxacifolia  Thuill.
- Crepis taraxacifolia  Willd.
- Crepis taraxifolia  Thuill.
- Crepis taurinensis  Willd.
- Crepis tectorum  Vill.
- Crepis vesicaria subsp. haenseleri  (Boiss. ex DC.) P.D.Sell
- Crepis vesicaria var. rutilans  (Lacaita) P.D.Sell
- Crepis vesicaria var. taraxacifolia  (Thuill.) B.Boivin
- Hieracium rubrostrium  Vuk.
- Hieracium taraxacifolium  E.H.L.Krause
- Lagoseris intybacea  Hoffmanns. & Link
- Lagoseris raphanifolia  Link
- Lagoseris taraxacifolia  Rchb.
- Lagoseris taraxacifolia  Steud.
- Lepidoseris recognita  (Hall.f.) Fourr.
- Lepidoseris taraxacifolia  Fourr.
- Rhynchopappus cinereus  Dulac

Sottospecie vesicaria
- Barkhausia leucorhodia  Rchb.
- Barkhausia macrophylla  Spreng.
- Barkhausia taraxacoides  Rchb.
- Barkhausia vesicaria  Spreng.
- Crepis bicolor  Rchb.
- Crepis macrophylla  Desf.
- Crepis raphanifolia  Willd.
- Crepis reflexa  Guss.
- Crepis taraxacoides  Desf.
- Hapalostephium macrophyllum  D.Don
- Lagoseris taraxacoides  Rchb.
- Lagoseris taraxacoides  Link

## Usi
È una specie commestibile: sia le foglie che i boccioli fiorali possono essere consumati crudi, in insalata, oppure lessi, conditi con olio limone o saltati in padella con olio ed aglio. Si può utilizzare, da sola o mista ad altre erbe, per fare ripieni di frittate o tortini di verdure, con ricotta e formaggi.